# Ichthyophaga
Ichthyophaga es un género de aves falconiformes de la familia Accipitridae propias del subcontinente indio y sudeste asiático.

## Especies
Se reconocen dos especies de Ichthyophaga:
- Ichthyophaga humilis - pigarguillo menor
- Ichthyophaga ichthyaetus - pigarguillo común